# 加藤正英
加藤 正英（かとう しょうえい、1851年7月17日（嘉永4年6月19日） - 1915年（大正4年）4月15日）は、明治時代の政治家。衆議院議員（1期）。

## 経歴
工藤重助の二男として鶴岡に生まれ、幼くして田川郡松尾村（山形県東田川郡広瀬村、羽黒町を経て現鶴岡市羽黒町松尾）の加藤三七の養子となる。後田村の岡部宥盈につき和漢学を、父に算学や珠算を学ぶ。諸国を遊学したのち、1879年（明治12年）後田村外8箇村戸長を経て、1889年（明治22年）山形県会議員に当選する。県議会では議長を歴任した。この間、村会議員、東田川郡会議員を歴任した。1893年（明治26年）から1897年（明治30年）まで広瀬村長を務め、私立庄内中学校商議員会会頭を務め、乾田馬耕の普及に尽くした。
その後、東田川郡農会長に就任し、広瀬村松尾や狩谷野目（現鶴岡市羽黒町狩谷野目）にて耕地整理事業を興し、藍綬褒章および大日本農会有功緑白章を授けられた。治水や治山のたみに最上川、赤川の堤防工事、水源確保、山林造成に尽瘁し、1898年（明治31年）の菅原橋（現羽黒橋）架橋の際にも功あり、当時「正英橋」と称された。ほか、庄内物産監査役、日本大博覧会評議員などを務めた。1908年（明治41年）5月の第10回衆議院議員総選挙では山形県郡部から立憲国民党所属で出馬し当選。衆議院議員を1期務めた。墓所は松尾地福院。

## 栄典
勲章等
- 藍綬褒章[4]
- 1897年（明治30年）4月1日 - 木杯一組[5]